# 日本労働者階級解放闘争同盟
日本労働者階級解放闘争同盟（にほんろうどうしゃかいきゅうかいほうとうそうどうめい）は、かつて日本に存在した左翼政治団体である。通称は機関誌名から「人民の力」。近い関係にあった共産主義研究会（その後青年共産主義者同盟（準）を経て『国際主義』編集会議）についても解説する。

## 概要
1971年に社会主義協会太田派から分裂して結成された。太田派は旧日本社会党内での党変革路線をとっていたが、新たな革命政党の結成を志向する部分が1970年12月に太田派を脱退し、1971年7月に日本労働者階級解放闘争同盟が結成された。社会党内の派閥ではなく独立した団体である。機関誌は「人民の力」。新左翼セクトの1つに数えられる事が多いが、新左翼と呼ばれる事は拒否していた。正式名称の日本労働者階級解放闘争同盟で呼ばれる事は少なく、機関誌名からの通称の「人民の力」、または人民の力派と呼ばれる事が多かった。人力派と略される時もある。その後正式に名称を人民の力に変えた。指導者は常岡雅雄。旧ペンネームは谷口巌。サイトの更新はされてないが、2021年にはまだ機関誌「人民の力」は刊行が続いている。

## 歴史

### 前史から結成まで
社会主義協会太田派内の分派（フラクション）として神奈川県のグループが1968年6月1日に「人民の力」を発刊した。太田派協会の機関誌「社会主義」には『「人民の力」編集委員会』の名で寄稿していた。1970年5月の社会主義協会太田派第十回大会で主流派との対立が顕在化した。1970年12月に人民の力グループの大部分が太田派協会を脱退。1971年7月15日に日本労働者階級解放闘争同盟が結成された。名称は、レーニンが1895年に作ったペテルブルグ労働者階級解放闘争同盟に由来する。機関誌は「人民の力」。国労青年部を基盤とするグループが中心で主流派を形成し、九州グループ・京都グループ・学生グループが反主流派となった。人民の力反主流派に近いグループとして愛知グループがあったが、1970年12月の脱退には加わらず太田派に残留した。

### 分裂と共産主義研究会の結成
主流派は国労青年部所属者のため労働運動中心主義の活動方針を打ち出した。1972年の第二回大会で、学生運動と政治闘争の停止（労組としての参加はする）という方針が決定され、これに反対する反主流派の一部は組織から除名された。また愛知グループは全共闘運動参加者が中心で、人民の力への参加の方向を打ち出していたが、第二回大会では愛知グループの参加拒否も決定された。愛知グループは太田派を脱退し、人民の力除名組と合同で1972年に共産主義研究会という組織を結成した。機関誌は「大道」。

### 戦線派の分裂
1975年7月には反主流派の多くが除名された。反主流派は日本労働者階級解放闘争同盟全国協議会を結成した。機関誌名の「戦線」から戦線派と通称された。共産主義研究会の人民の力除名組は戦線派に参加した。戦線派は1976年9月に労働者階級解放闘争同盟に改称した。かつて革共同系の労働者階級解放闘争同盟があったが、それとは別である。戦線派の学生組織はレーニン主義学生同盟（通称L学同）だった。レーニン主義学生同盟は、1980年代頃は、都内の武蔵大学、明治大学(教養部)を活動拠点としていた。特に明治大学では、反帝学評(革労協狭間派)などとともに明大全学自治会の主要活動家となり、政経学部自治会や文連執行部を影響下に置いた。戦線派は1980年代後半には消滅したらしい。
残った共産主義研究会（旧愛知グループ）は左派社会民主主義への反発から武闘路線へ傾斜した。社会主義協会系の組織は、人民の力や戦線派も含めて白いヘルメットを着用していたが、共産主義研究会は赤ヘルにしたという。この時期は青年組織（事実上本体との違いはなかっただろうが）の青年闘争委員会という名前での活動が多かったようだ。共産主義研究会は1980年には青年共産主義者同盟（準）と改称し、1991年から『国際主義』編集会議となった。青年共産主義者同盟（準）の機関誌は「戦列」、後に「マルクス・レーニン主義をかかげて」。

### 改称
1990年代に組織名も「人民の力」とした。

### 人民の力改革全国協議会の分裂
2005年6月、元中央常任委員の亀高照夫らが人民の力改革全国協議会を結成して分裂した。機関誌は「大道」。人民の力改革全国協議会によると、中央集権的な組織を否定し、多様性を認める組織としたという事である。人民の力改革全国協議会は2015年に人民の力協議会に改称した

## 政治路線
国労青年部所属者が主流派を形成していたため労働運動中心主義だった。
冷戦時代のソ連・東欧諸国などについては、社会主義国と考えていたが、東欧革命後、ソ連崩壊の直前の1991年5月に、泥縄式に国家資本主義の独裁国家と呼ぶ事にした。

## 組織
大衆組織として反独占・反帝国主義政治戦線があり、政治戦線全国委員会の下に全国学生委員会と全国産別委員会があった。国鉄委員会があり、機関誌は「赤い鉄路」。